# Захват грузового судна «Galaxy Leader»
Захват судна «Galaxy Leader» — вооружённый инцидент, произошедший 19 ноября 2023 года на юге Красного моря, в ходе которого йеменские хуситы захватили принадлежащее израильскому бизнесмену Аврааму (Рами) Унгару грузовое судно «Galaxy Leader» с находившейся на борту командой из 22 человек.
22 января 2025 года йеменские хуситы освободили экипаж корабля Galaxy Leader. 25 членов экипажа Galaxy Leader были освобождены при посредничестве представителей ХАМАС и властей Омана. Среди освобожденных — граждане Болгарии, Украины, Филиппин, Мексики и Румынии.

## Предпосылки
Начиная с 19 октября 2023 года йеменские хуситы вступили в войну в Газе на стороне ХАМАС, начав запуски БПЛА и ракетные обстрелы территории Израиля и американских кораблей.

## Информация о судне
Galaxy Leader — транспортное судно, предназначенное для перевозки автомобилей (ролкер, ро-ро). Оно было построено в 2002 году. Ходило под флагом Багамских островов и было приписано к порту Нассау. Владелец судна — израильский бизнесмен Авраам (Рами) Унгар. На момент захвата судно с 25 членами экипажа на борту (цифра меняется от источника к источнику) следовало с грузом автомобилей из порта Кёрфез (Турция) в порт Пипавав (Индия). На борту корабля находятся представители разных стран, в том числе 17 филиппинцев, а также украинцы, болгары, румыны и мексиканцы, но израильтян среди них нет.
- Водоизмещение: 48710 т.
- Грузоподъёмность: 17127 т.
- Длина: 189,2 м
- Ширина: 32,29 м
- Осадка: 7,5 м
- Максимальная скорость: 20 узлов
- Средняя скорость: 17,6 узлов

## Ход событий
Днём 19 ноября 2023 года Вооружённые силы Йемена распространили заявление о намерениях атаковать любые израильские суда в Красном море — как с флагом Израиля, так и принадлежащие или эксплуатируемые израильскими компаниями.
«Захват грузового судна хуситами вблизи Йемена на юге Красного моря является очень серьёзным событием глобального уровня. Это корабль, который покинул Турцию и направлялся в Индию с международным гражданским экипажем, без израильтян», — было заявлено в официальном сообщении ЦАХАЛ.
Захваченное судно встало на стоянку в порту Ходейда.

## Последствия и реакция
Власти Японии решительно осудили захват грузового судна «Galaxy Leader» в Красном море.
3 января помощник Генерального секретаря ООН Халед Хияри, выступая на заседании Совбеза ООН, посвящённом ситуации в Красном море, потребовал немедленного освобождения судна Galaxy Leader.